# Paracis pustulata
Paracis pustulata är en korallart som först beskrevs av Wright och Studer 1889.  Paracis pustulata ingår i släktet Paracis och familjen Plexauridae. Inga underarter finns listade i Catalogue of Life.